# Xylotheca longipes
Xylotheca longipes är en tvåhjärtbladig växtart som först beskrevs av Ernest Friedrich Gilg, och fick sitt nu gällande namn av Ernest Friedrich Gilg. Xylotheca longipes ingår i släktet Xylotheca och familjen Achariaceae. Inga underarter finns listade i Catalogue of Life.